# Wiszno
Wiszno (kaszb. Wiszno, niem. Vieschen) – wieś w Polsce położona w województwie pomorskim, w powiecie słupskim, w gminie Damnica na Pobrzeżu Słowińskim. Wieś jest częścią składową sołectwa Dąbrówka.
W latach 1975–1998 miejscowość administracyjnie należała do województwa słupskiego.

## Nazwa
Nazwa ma genezę słowiańską i charakter topograficzny. Powstała przez dodanie do pomorskiej nazwy pospolitej *višь „sitowie” (por. pol. wiszar) formantu -no. Friedrich Lorentz odnotował formy nazwy w lokalnych gwarach słowińskich: Vjĩšnɵ, Vjì·šnɵ wraz z nazwami mieszkańców: Vjĩšńȯu̯n : Vjì·šńȯu̯n, Vjĩšńȯu̯nkă : Vjì·šńȯu̯nkă „wisznianin, wisznianka”. Niemiecka nazwa Vieschen jest adaptacją fonetyczną pierwotnej nazwy słowiańskiej.
Rada Języka Kaszubskiego proponuje kaszubską formę nazwy Wiszno.